# Costa de Prata

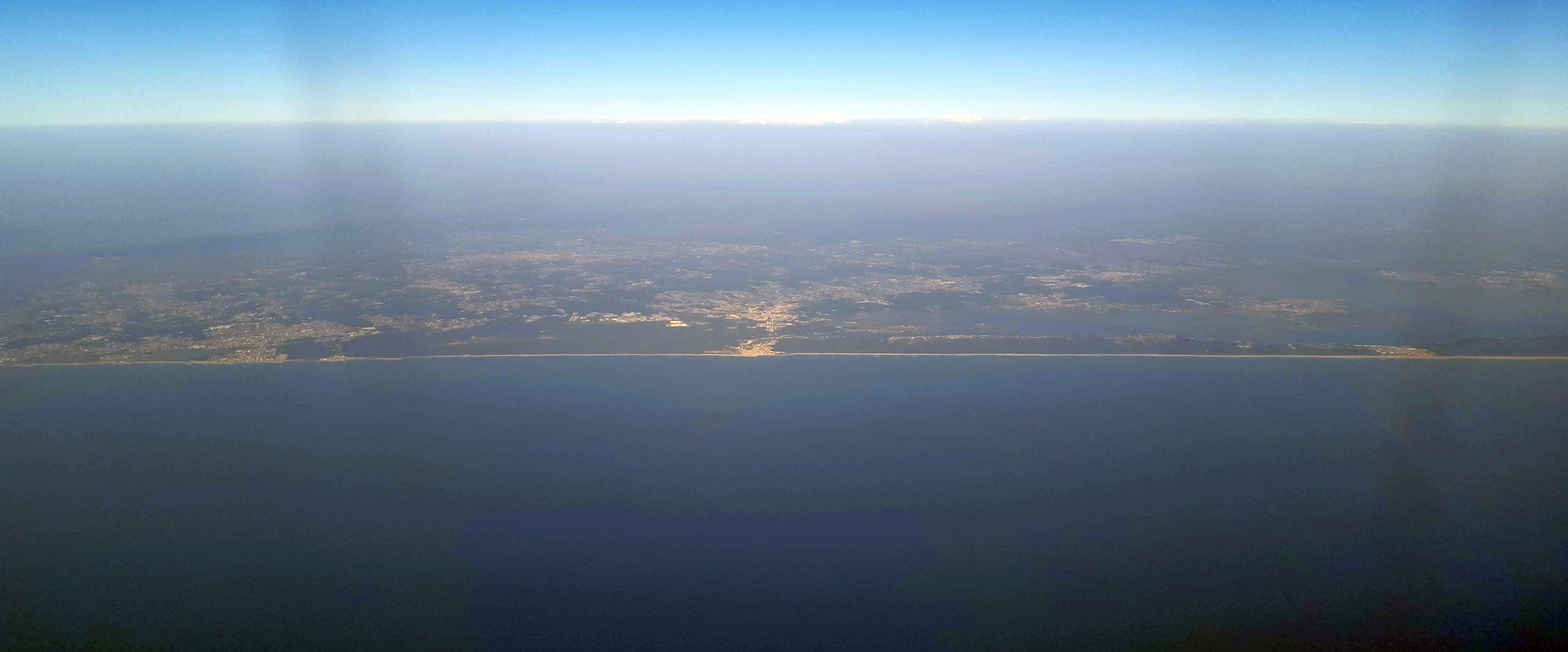
Vista aérea do limite norte da Costa de Prata. São visíveis, da esquerda para a direita, as povoações de Esmoriz, Furadouro e Torreira.

Costa de Prata é a região costeira que engloba o litoral de Portugal, entre a Barrinha de Esmoriz, no Distrito de Aveiro, e o concelho de Torres Vedras, no distrito de Lisboa.
A norte da Barrinha de Esmoriz desenvolve-se a Costa Verde.